# Capinzal (ort)
Capinzal är en ort i Brasilien.   Den ligger i kommunen Capinzal och delstaten Santa Catarina, i den södra delen av landet, 1 300 km söder om huvudstaden Brasília. Capinzal ligger 459 meter över havet och antalet invånare är 23 795.
Terrängen runt Capinzal är kuperad åt nordost, men åt sydväst är den platt. Capinzal ligger nere i en dal. Det finns inga andra samhällen i närheten.
I omgivningarna runt Capinzal växer huvudsakligen savannskog. Runt Capinzal är det ganska tätbefolkat, med 83 invånare per kvadratkilometer.